# Frank Bellew

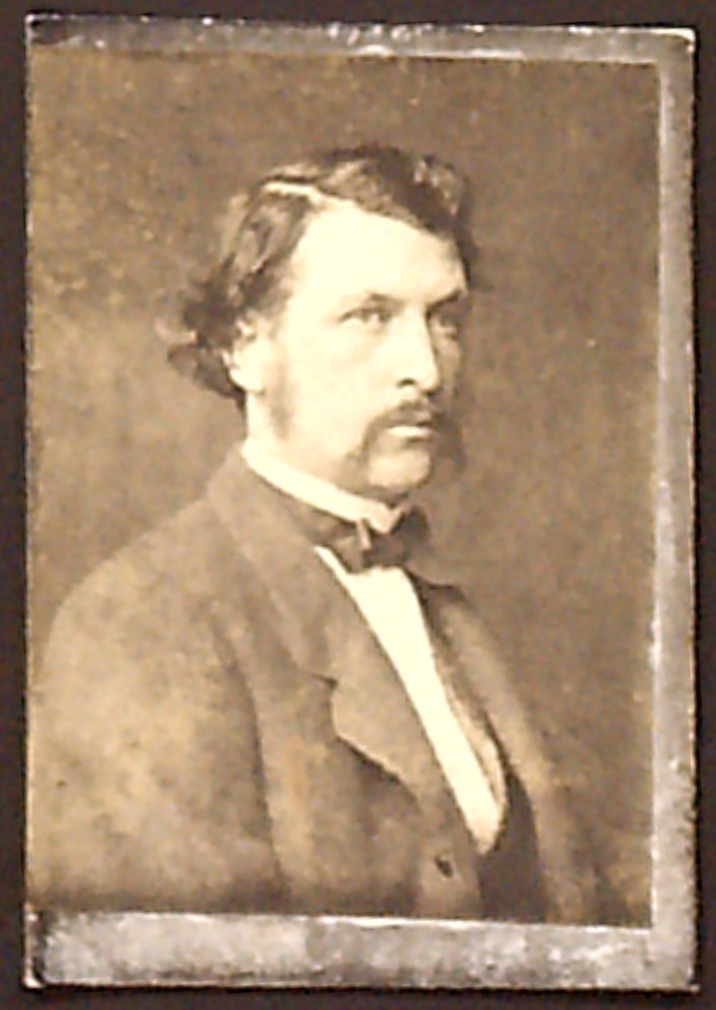
Frank Bellew, um 1859

Francis „Frank“ Henry Temple Bellew (* 18. April 1828 in Kanpur, Präsidentschaft Bengalen, Britisch-Indien; † 29. Juni 1888 in Long Island City, New York) war ein US-amerikanischer Karikaturist, Cartoonist, Zeichner und Illustrator.

## Leben

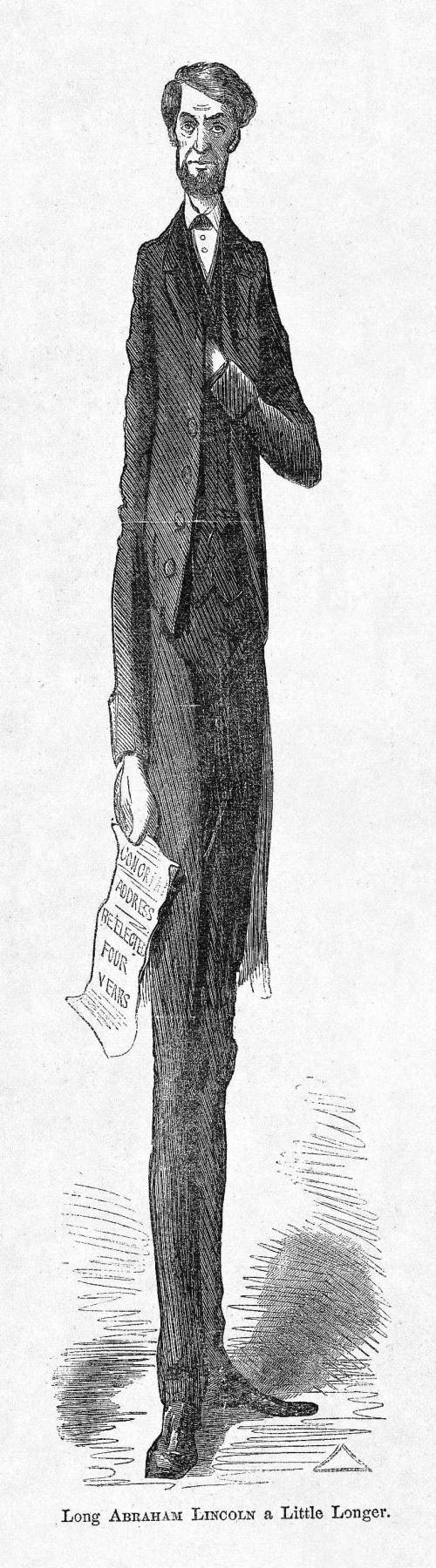
Long Abraham Lincoln a Little Longer, Karikatur des US-Präsidenten Abraham Lincoln zu dessen Wiederwahl 1864, Harper’s Weekly, 1864

Bellew war vermutlich der Sohn des britischen Offiziers Francis-John Bellew (1799–1868) und dessen Ehefrau Anne Smoult Temple (1792–1856) aus Hylton Castle. Er lebte in Frankreich und ab 1850 in England. Ehe er 1852 nach New York City emigrierte, arbeitete er in London als Architekt und Illustrator.
Für diverse Zeitschriften und eigene Publikationen schuf er Illustrationen, die humorvolle Szenen des täglichen Lebens darstellen, außerdem politische Karikaturen. In den Jahren 1857 bis 1862 arbeitete er für Punch. 1861 lieferte er der Illustrated Times Darstellungen zu Themen aus dem Sezessionskrieg. Weiterhin schuf er Beiträge für zahlreiche Comic-Journale, gelegentlich auch Buchillustrationen, etwa für The Illustrated Manners Book (1855), The Physiology of New York Boarding Houses (1857) und Punchinello (1870). Zu den Zeitschriften, für die er Karikaturen fertigte, zählen auch die Blätter Harper’s Weekly, Harper’s Bazaar, Harper’s New Monthly Magazine, Frank Leslie’s Illustrated Newspaper, Scribner’s Monthly, St. Nicholas Magazine, Nick-Nax, Yankee Notions, The Lantern, The New York Picayune, Vanity Fair und The Daily Graphic. Er signierte seine Zeichnungen mit dem „Triangle“, einem flachen Dreieck, wohl in Anspielung auf seine Architektenausbildung und den mütterlichen Familiennamen Temple das Signet eines Tympanons eines griechischen Tempels, worin er zuweilen seinen Nachnamen oder die Initialen FB schrieb.
Ab 1866 publizierte er eigene Illustrationen unter dem Titel The Art of Amusing, 1877 unter dem Titel That Comic Primer, 1878/79 unter dem Titel Parlor Amusements, 1881 unter dem Titel A Bad Boy’s First Reader.
Bellew gilt als einer der Wegbereiter der Comic-Sequenzen, aus denen schließlich die Comicstrips in Sunday Comics hervorgingen. Sein Sohn Frank P. W. Bellew (1862–1894) illustrierte für die New Yorker Zeitschrift Life.